# レオナルド熊
レオナルド熊（れおなるどくま、本名：井上 千蔵 （いのうえ せんぞう）、1935年〈昭和10年〉6月27日 - 1994年〈平成6年〉12月11日）は、日本のコメディアン・俳優。石倉三郎と組んだコントコンビ「ラッキーパンチ」「コント・レオナルド」で人気を博した。

## 人物と芸風
北海道樺戸郡新十津川町の出身。地元高校を中退後、役者を志すため単身で上京する。しかし実際のところ中々芽が出ることが無く苦労し、14年地方巡業で地道に活動した。その後浅草に定着し、ストリップ劇場で幕間コントをしながら副業で小料理店を経営していた。しかし1973年、38歳の時に持病の結核が悪化してしまい、治療に専念するためおよそ5年間にわたる長期入院をすることになった。当時の芸名は 北海の熊→熊田にげろうで活動していた。
熊のことを『師匠』と仰いだ弟子も少なくなかったが、本人の性格や金銭面での諸事情を抱えていた人物だった。また人間関係や見解の相違あってのコンビ解消・再結成を多く繰り返して来ており、相方は25人ほど交代した。ちなみに熊とコンビを結成して年数長く活躍したのは石倉三郎である。また持病の結核が中々完治せず、仕事を休むことになるなど健康面でも不安を抱えていた。
1979年、病気療養中にホープの紹介もあって、俳優出身であり、どつき漫才を売りに活動していた「チャップリンズ」を解散したばかりの石倉三郎と「ラッキーパンチ」を結成し初デビューを果たした。しかし初めは売れていたものの、体調不良気味の熊が寝込み、舞台に続けて穴をあける事態となった。それが要因で仕事が減り、コンビ仲も悪くなり1年弱で解散する。この熊とのコンビ解消を機に石倉は一旦、芸能界から引退した。
石倉との「ラッキーパンチ」を解散した直後から弟子であるブッチー武者と「熊田うつぞう・にげろう」を経て初代「コント・レオナルド」を結成する。同時に自身の芸名を「レオナルド熊」に改名した。しかし、命名者であるポール牧に事前許可もなく無断で改名した為、破門された。
コンビ・芸名を変えて新たに活動を始めたが、弟子である武者とのコンビ仲は良くなかった。武者が師匠・熊からの執拗ないじめが元でノイローゼ（神経症）になる深刻な状況の中『花王名人劇場』に出演する直前、コント中の舞台で転倒事故が発生。武者はこの事故で骨折・負傷して休演せざるを得なくなり、ホープと澤田隆治が仲裁に入る形でコンビは解消となった。代わりに芸能界を引退して千葉県富津市にあるマザー牧場で勤務していた石倉を呼び戻し、1981年より2代目「コント・レオナルド」を再結成させた。
若手が中心だった漫才ブームの中で、比較的年輩である熊が政治・経済・時事問題を不条理コントで茶化すスタイルは当時異色の存在となり、これが受けて人気を得た。
1983年に出演したサントリービール「ナマ樽」のテレビコマーシャルで、熊が発した「いかにも一般大衆が喜びそうな」は、この年の流行語にもなり、広く知られた顔にもなった。
コメディアンとして人気を得たのと共に俳優としても活躍し、テレビドラマ『江戸川乱歩の美女シリーズ・人間椅子』（1984年、テレビ朝日）では、美女が座る椅子を愛する職人・黒川純一を演じており、怪優としての側面も見せていた。
しかし、石倉とのコンビ仲は以前の「ラッキーパンチ」と同様に良くなかった。自ら脚本・演出を手掛ける熊にとって『コント・レオナルド』は、最初から「自分の名を冠した自身の持ち物」という意識を常に持ち続けており、強いこだわりとプライドがあった。石倉はその熊に対して我慢が出来ずに愛想を尽かし、熊も石倉の酒癖の悪さを批判した。
コンビとしての人気は安定していたが、喧嘩別れをする形で1985年10月に再びコンビを解消・絶縁してしまう。ちなみに2代目「コント・レオナルド」としての活動期間は4年間であった。
その後は石井光三と「劇団七曜日」を立ち上げ、若手お笑い系役者の登竜門となる。またピン活動の傍ら、その場で若手を相方にコンビを組んで地道に芸能活動を続けたが、肝心である芸の切れ味が鈍ってしまったこともあり、次第に芸能界から距離を置く様になる。
1994年10月に、末期の膀胱癌と診断される。後にホープ・マギー司郎など「田端グループ」の仲間達による「癌祝いの会」が開かれた。
その約2か月後の12月11日、家族と共に焼肉を外食し終えた直後に容体が急変し、搬送先の国立第二病院で急性心不全により死去した。59歳没。葬儀にはコンビ解消以来、顔を合わせることがなかった石倉も参列した。墓所は東京都杉並区永福の築地本願寺和田堀廟所。

## 弟子
- ゆーとぴあ・ホープ
- 森はじめ
- ブッチー武者
- はらみつお
- たんごしん
- 水島びん
- すず風にゃん子 他

## 家族
最後の妻は元女優の中川加奈。息子はレオナルド小熊名義で子役出演の後、ギタリスト井上"KB"幸法として活動。長女は一般人。

## 出演番組
- そこが知りたい（1982年 - 1997年、TBS）[注釈 11]
- レオナルドにゅうす笑（1983年 - 1984年、日本テレビ）
- 熊と美女の恋人気分!（1984年、日本テレビ）
- 鉄矢と熊のひたすら日曜日 （1984年、日本テレビ）
- WAッ!熊が出た!!（1984年 - 1985年、日本テレビ）

## テレビドラマ
- 噂の刑事トミーとマツ 第8話「きまった!トミーの投げ銭」（1979年、TBS/大映テレビ）：地面師 [注釈 12]
- ぐうたらママ（1983年 - 1984年、フジテレビ）[注釈 13]
- 事件記者チャボ! 第22話「時効寸前にげろやにげろ!」（1984年、日本テレビ/ユニオン映画）：岸本熊吉 [注釈 14]
- 土曜ワイド劇場「江戸川乱歩の美女シリーズ」第22話「禁断の実の美女」（1984年、テレビ朝日）：椅子職人・黒川純一
- 若き血に燃ゆる〜福沢諭吉と明治の群像（1984年、テレビ東京/テレパック）：ジョン万次郎
- 火曜サスペンス劇場「冷ややかな情死」（1984年、日本テレビ/国際放映）：夜鳴きそば屋
- 家族ゲームII（1984年、TBS）：殿村寅造
- 月曜ドラマランド「新・翔んだカップル」（1984年、フジテレビ）
- ザ・サスペンス「熊さんの警察手帳」（1984年、TBS）[注釈 15]
- 刑事物語'85 第10話「被害者の黙秘権」（1985年、日本テレビ/ユニオン映画）
- 水曜ドラマスペシャル「松本清張スペシャル・支払い過ぎた縁談」（1985年、TBS/松竹）
- 水戸黄門 第16部 第8話「仇討ち焼蛤幽霊旅籠 -桑名-」（1986年、TBS/C.A.L）：勝三
- 暴れん坊将軍II 第148話「惚れた病いを治す酒!」（1986年、テレビ朝日/東映）：熊八
- 連続テレビ小説「チョッちゃん」（1987年、NHK総合）：石沢嘉市
- 北の国から'87初恋（1987年、フジテレビ）：中津
- 金曜女のドラマスペシャル「OL3人旅シリーズ」 第4話「台湾湯けむりツアー殺人事件」（1988年、フジテレビ）：小池刑事
- 乱歩賞作家サスペンス「かあちゃんは犯人じゃない」（1988年、関西テレビ）
- 暴れん坊将軍III 第24話「思わぬ遺産の目安箱」（1988年、テレビ朝日/東映）：彦八
- 部長刑事 第1569話「一世一代の大博打」（1988年、朝日放送）
- 木曜ゴールデンドラマ 愛されたい妻たち（1988年、よみうりテレビ/テレパック）
- はぐれ刑事純情派 第4話「ビデオ女優を探せ」（1988年、テレビ朝日/東映）
- 空と海をこえて（1989年、TBS）：医師、伊是名又吉
- 土曜ドラマ「新十津川物語」（1991年、NHK総合）：庄吾
- 俺たちルーキーコップ 第11話「大発奮」（1992年、セントラル・アーツ/TBS）
- 愛しの刑事 第8話「奪還!女刑事が拳銃を奪われて…」（1992年、テレビ朝日/石原プロモーション）：せんばとしお

## 出演映画
- 魚影の群れ（1983年、松竹富士）
- 男はつらいよ 口笛を吹く寅次郎（1983年、松竹）
- ねずみ小僧怪盗伝（1984年、松竹）
- 愛・旅立ち（1985年、東宝）
- 俺ら東京さ行ぐだ（1985年、松竹）
- 雪の断章 -情熱-（1985年、東宝）
- キネマの天地（1986年、松竹）
- 女衒 ZEGEN（1987年、東映）
- 光る女（1987年、東宝）
- 病院へ行こう（1990年、東映）
- 息子（1991年、松竹）
- 夜逃げ屋本舗（1992年、東宝）
- 一杯のかけそば（1992年、東映・電通）
- 奇跡の山 さよなら、名犬平治（1992年、東宝）

## CM
- 味の素「サラダ油ギフト」（1982年）
- サントリービール「ナマ樽」（1983年）[注釈 16]
- ロッテ「雪見だいふく」（1984年）[注釈 17]
- レンタルのニッケン（1985年）[注釈 18]
- サンスター歯みがき「ドゥ」
- ロッテアイス　ひねくれ棒
- マイセット流し台（1991年、現在：ワンド）[注釈 19]他

## 著書
- 『ヤッ、熊が来た―いかにも一般大衆にウケる本』祥伝社 1983年
- 『レオナルド熊の鬼退治』集英社 1984年
- 『レオナルド熊のおんな高座』小学館 1984年

## ディスコグラフィ
- 野風増（作詞：伊奈二朗・作曲：山本寛之/編曲：高田弘 日本コロムビアAH-529 1984年）

※河島英五、橋幸夫も熊と同じ時期に同楽曲をリリースした「競作ソング」のひとつ。